# Renée Friedman
Renée Friedman és una egiptòloga estatunidenca.

## Biografia
Va estudiar a la Universitat de Califòrnia, Berkeley, on va obtenir el seu mestratge després de presentar una tesi sobre el cementiri predinàstic a Naga ed-Deir.
Va arribar per primer cop a Hieracòmpolis el 1982, i hi va tornar el 1983 com a part de l'equip dirigit per Fred Harlan. D'allí va passar a servir com l'analista de ceràmica per a les excavacions a HK29A, el centre cerimonial predinàstic 1985-1989, i per dirigir les excavacions a HK64 en 1988-89, un camp cobert d'un aflorament de petròglif, llocs on més tard va tornar per continuar les investigacions amb resultats notables.
Va obtenir el seu doctorat el 1994 amb una tesi que duia per títol Predynastic Settlement Ceramics of Upper Egypt: A Comparative Study of the Ceramics of Hemamieh, Naqada and Hierakonpolis, que es considera el primer estudi de la ceràmica domèstica fora dels contextos funeraris a l'Alt Egipte predinàstic.
Des de 1996, ha estat la co-directora de l'Expedició Hieracòmpolis.

## Obres
- Fish and Fishing in Ancient Egypt. Aris and Philips, Warminster, England. American University in Cairo (1989)
- The Followers of Horus: Studies Dedicated to Michael Allen Hoffman. Oxbow Press, Oxford (1992)
- The Ceremonial Centre at Hierakonpolis, Locality HK29A, Aspects of Early Egypt. British Museum Press, London (1996)
- Egypt. British Museum Press, Issued in USA as Egypt Uncovered (1998)
- Badari Grave Group 569, Studies in Egyptian Antiquities, British Museum Occasional Paper 123, London (1999)
- Preliminary Report on Field Work at Hirakonpolis: 1996-1998. Journal of the American Research Center in Egypt 36 (1999)
- Egypt and Nubia. Gifts of the Desert, British Museum Press, (2002)